# Essenheim
Ne doit pas être confondu avec Hessenheim.
Essenheim est une municipalité de la Verbandsgemeinde Nieder-Olm, dans l'arrondissement de Mayence-Bingen, en Rhénanie-Palatinat, dans l'ouest de l'Allemagne.

## Politique
Le conseil municipal est composé de 21 membres, incluant un maire à temps partiel. Les sièges sont distribués de la façon suivante :
|      | SPD | CDU | FWG | Grüne | Total     |
| 2004 | 10  | 4   | 4   | 2     | 20 Sièges |

## Jumelages
Jumelage avec 4 villages de la vallée de la Marne, associés pour cette occasion depuis 1978 :
- Boursault (Marne) (France).
- Châtillon-sur-Marne (France).
- Festigny (Marne) (France).
- Verneuil (Marne) (France).

## Illustrations

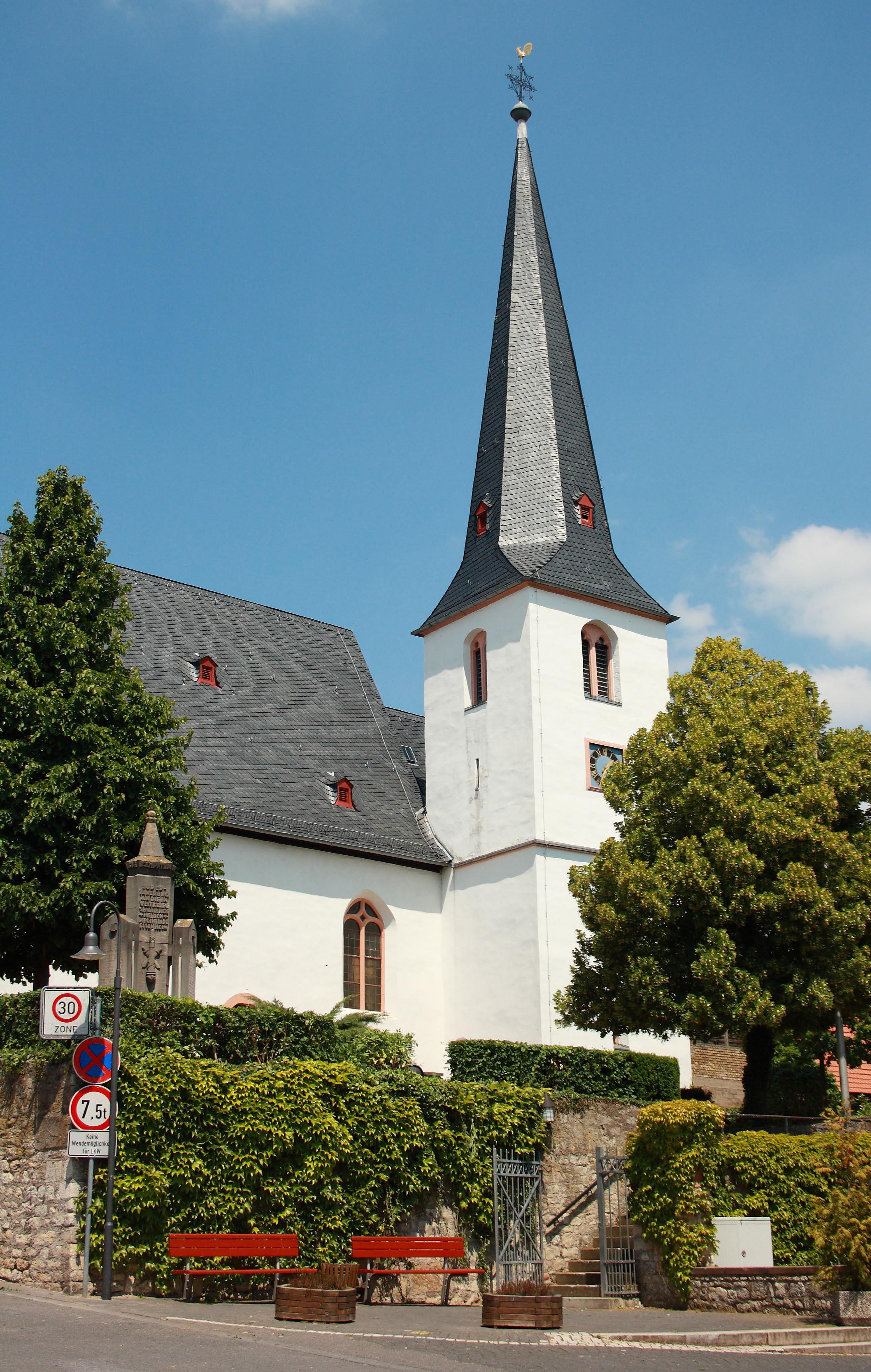
Paroisse évangélique
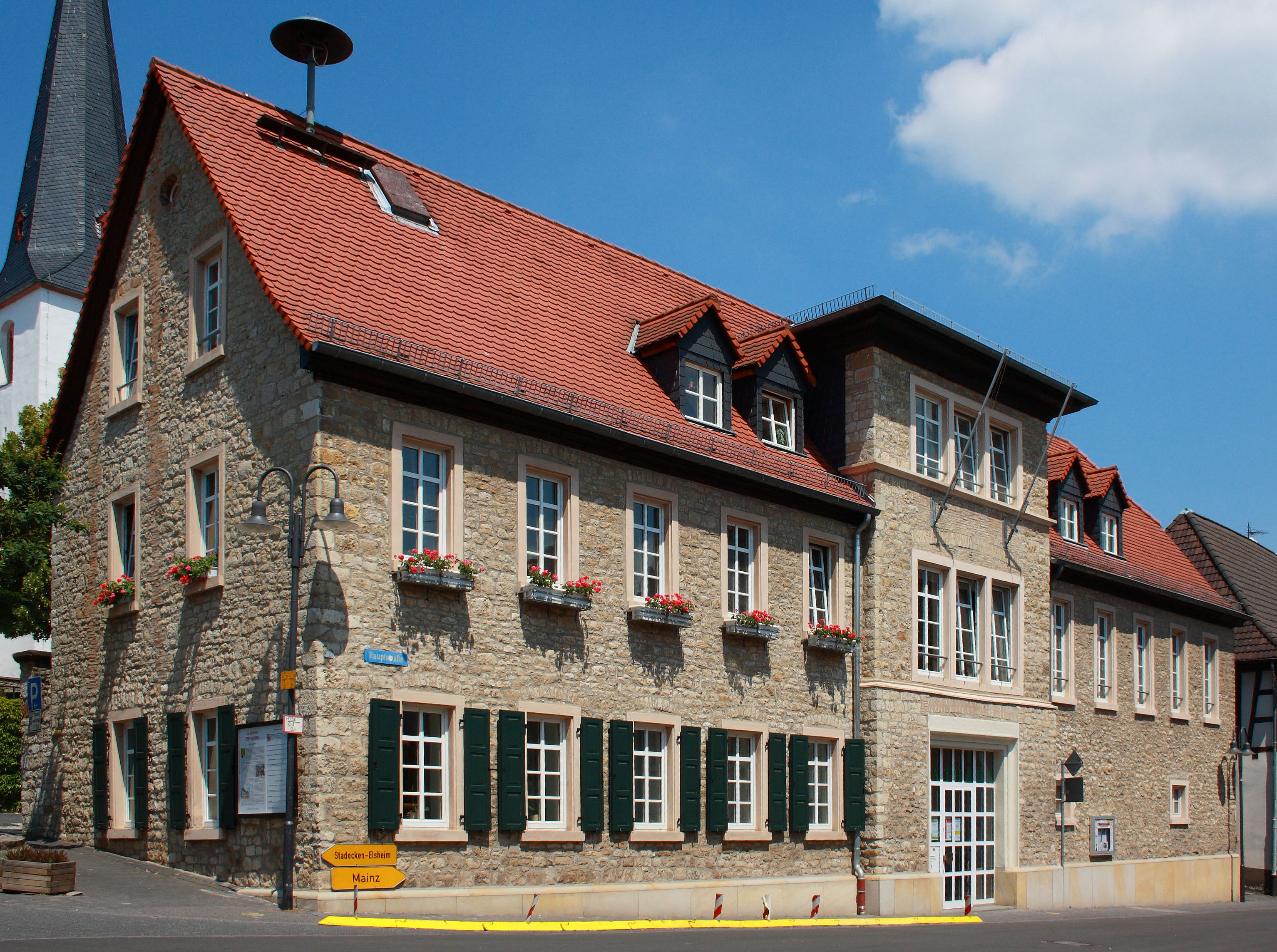
Mairie d'Essenheim
Localisation d'Essenheim dans la Verbandsgemeide et dans l'arrondissement